# Beatrice di Savoia (signora di Villena)
Beatrice di Savoia (... – Escalona, novembre 1292) fu Signora di Châtelbelin, dal 1268 al 1272 e poi signora di Villena, dal 1274 alla sua morte.

## Origine
Beatrice, secondo lo storico francese, Samuel Guichenon, nel suo Histoire généalogique de la royale maison de Savoie, era figlia di Amedeo IV, Conte di Savoia, d'Aosta e di Moriana, e della sua seconda moglie, Cecilia del Balzo, che, sempre secondo Samuel Guichenon], era la figlia di Barral, 8° signore di Les Baux-de-Provence e 2° visconte di Marsiglia, e della nipote di Raimondo VII, conte di Tolosa, Sibilla d'Andouze, figlia del signore Pietro Bernardo d'Anduze e di Costanza di Tolosa, figlia del conte di Tolosa, Raimondo VI, come ci conferma la Histoire générale de Languedoc, tome V.

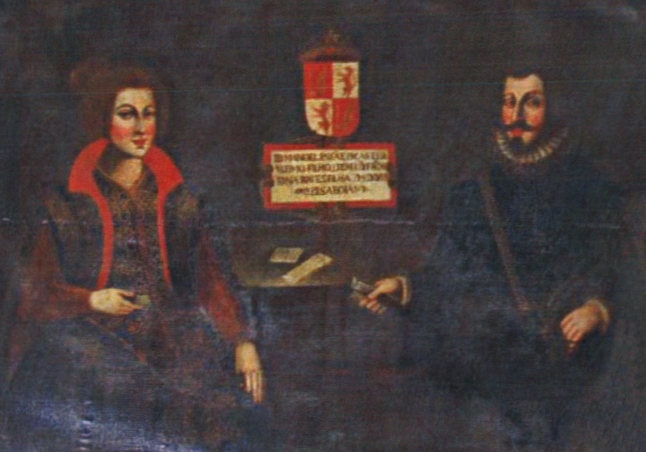
Beatrice col suo secondo marito, Manuele.

Amedeo IV di Savoia, secondo Samuel Guichenon, era il figlio primogenito di Tommaso I, Conte di Savoia, d'Aosta e di Moriana, e della moglie, Margherita o forse Beatrice, che secondo la Chronica Albrici Monachi Trium Fontium era figlia del Conte di Ginevra, Guglielmo I e della signora di Faucigny, Beatrice.

## Biografia
Suo padre, Amedeo IV, era al suo secondo matrimonio, essendo vedovo di Margherita, detta anche Anna di Borgogna (1192 - 1243), figlia del duca di Borgogna, Ugo III e della sua seconda moglie, Beatrice di Albon (1161 - 1228), delfina del Viennois, che gli aveva dato due figlie, Beatrice (ca. 1220 - † 1259), e Margherita(† 1264).
Beatrice viene citata sia nel testamento, datato 1252, del padre, Amedeo IV (Beatrix filia mea minor), mentre non viene citata, nel quinto ed ultimo testamento del padre; ma la madre, Cecilia (Cæciliæ uxoris suæ), chiese ad Amedeo di aggiungere un codicillo al testamento e Amedeo IV destinò a Beatrice (Beatrici juniori, filiæ suæ e Cecilia prognatæ) una certa somma (centum solidos forenses censuales).
Suo padre, Amedeo IV, morì il 13 luglio 1253 e, suo fratello, Bonifacio, l'unico figlio maschio, gli succedette, a soli 9 anni guidato dai consigli della madre e sotto la reggenza dello zio Tommaso, signore del Piemonte, che era stato Conte delle Fiandra e di Hainaut.
Beatrice era detta Contesson (Contissona filia Amedei comitis), come viene definita nel testamento dalla zia (sorella di suo padre), Beatrice, contessa di Provenza, che gli lascia una donazione, in quanto non ancora sposata.
Dopo la morte di suo fratello, il conte Bonifacio, gli succedette lo zio Pietro, Signore di Faucigny e Conte di Richmond. Questa successione era determinata dalla legge salica, che non ammetteva la successione in linea femminile e che fu contestata dalle sorelle di Bonifacio.
Beatrice, nel 1263, venne inizialmente promessa sposa a Giacomo II di Maiorca, secondo figlio di Giacomo I di Aragona, come viene riportato negli Anales de la Corona de Aragon (Zaragoza), Tome I, Lib. III (non consultato); molto probabilmente il fidanzamento fu sciolto prima dell'11 agosto 1266, in quanto in quella data, papa Clemente IV scrisse una lettera a Giacomo, figlio del re d'Aragona, per ricordargli l'impegno preso, come viene riportato nel Tome III dello  Spicilegium (non consultato); anche Samuel Guichenon riporta questo avvenimento.
Lo zio Pietro, nel suo testamento, datato 1268, pensò anche alla nipote Beatrice (B. filiam Amedei comitis), lasciandole una somma che sarebbe servita come dote per l'eventuale matrimonio con Pietro di Chalon, qui definito conte della Borgogna (comitem Burgundiae).
Alla morte di Pietro II, Beatrice, assieme al futuro marito dovette rinunciare alle sue pretese sulla contea di Savoia a favore dello zio Filippo, come risulta, in data 21 ottobre 1268, dagli Archivi di Stato di Torino al volume 102, pagina 10.2, fascicolo 3 (non consultato).
Il 21 ottobre 1268 Beatrice aveva sposato il signore Châtelbelin, Pietro di Chalon, figlio del Conte di Chalon Giovanni d'Auxonne e di Isabella di Couternay-Campinguelle, come ci viene confermato dal documento n° 532 del Cartulaire de Hugues de Chalon (1220-1319), in cui il padre, Giovanni conferma che Pietro è il suo terzo figlio avuto dalla seconda moglie, Isabella (Perrin notre tier fils de ladite Ysabelle). 
Suo marito, Pietro, le assegno alcuni beni nel 1269, come risulta dagli Archivi di Stato di Torino al volume 102, pagina 10, fascicole 1 (non consultato).
Nel 1272 Beatrice rimase vedova, dopo che Pietro aveva redatto un testamento nel mese di luglio, precisando che Beatrice avrebbe usufruito di un lascito; il testamento si trova nelle Mémoires et documents inédits de Franche-Comté, documento n. CCXLIV. 
Nel 1274 Beatrice si sposò, in seconde nozze, col signore di Villena, Escalona e Peñafiel, Manuele, principe castigliano, figlio del re di Castiglia e di León Ferdinando III e di Elisabetta Hohenstaufen (detta Beatrice di Svevia alla corte di Castiglia) figlia del duca di Svevia e re di Germania, Filippo di Svevia (1179-1208, figlio del Barbarossa) e di Irene Angelo (1181-1208, figlia dell'imperatore di Costantinopoli, Isacco II Angelo); il Chronicon Domini Joannis Emmanuelis riporta il matrimonio nel 1275 (Infans Dns Emmanuel cum Comitissa).
Beatrice, nel 1283, rimase vedova per la seconda volta; secondo il Chronicon Domini Joannis Emmanuelis, Manuele morì in qull'anno (obiit Infans Dns Emmanuel in Penna-fideli, in mense decembris).
Beatrice si prese cura del figlio, Giovanni Manuele, fino alla propria morte; il Chronicon Domini Joannis Emmanuelis riporta la morte di Beatrice nel novembre del 1292, in Escalona (obiit Comitissa, mater Dni Joannis, in Escalona, in mense november).
Dopo la morte di Beatrice, Giovanni Manuele passò sotto la tutela dello zio, Sancho IV di Castiglia.

## Figli
Al suo primo marito, Pietro, Beatrice non diede figli.
Al suo secondo marito, Manuele, Beatrice diede un figlio:
- Giovanni Manuele (5 maggio 1282 – 13 giugno 1348), che ereditò i titoli del padre[27].

## Ascendenza
|                       |                 |                          | Genitori            |  |  | Nonni |  |  | Bisnonni              |  |  | Trisnonni            |  |
|                       |                 |                          |                     |  |  |       |  |  | Umberto III di Savoia |  |  | Amedeo III di Savoia |  |
|                       |                 |                          |                     |  |  |       |  |  | Umberto III di Savoia |  |  | Amedeo III di Savoia |  |
|                       |                 | Mahaut d'Albon           |                     |  |  |       |  |  | Umberto III di Savoia |  |  |                      |  |
| Tommaso I di Savoia   |                 |                          |                     |  |  |       |  |  | Umberto III di Savoia |  |  |                      |  |
|                       |                 | Beatrice di Mâcon        | Gerardo I di Mâcon  |  |  |       |  |  |                       |  |  |                      |  |
|                       |                 | Beatrice di Mâcon        | Gerardo I di Mâcon  |  |  |       |  |  |                       |  |  |                      |  |
|                       |                 | Beatrice di Mâcon        | Maurette di Salins  |  |  |       |  |  |                       |  |  |                      |  |
| Amedeo IV di Savoia   |                 | Beatrice di Mâcon        |                     |  |  |       |  |  |                       |  |  |                      |  |
|                       |                 | Guglielmo I di Ginevra   | Amedeo I di Ginevra |  |  |       |  |  |                       |  |  |                      |  |
|                       |                 | Guglielmo I di Ginevra   | Amedeo I di Ginevra |  |  |       |  |  |                       |  |  |                      |  |
|                       |                 | Guglielmo I di Ginevra   | Matilde di Cuiseaux |  |  |       |  |  |                       |  |  |                      |  |
| Margherita di Ginevra |                 | Guglielmo I di Ginevra   |                     |  |  |       |  |  |                       |  |  |                      |  |
|                       |                 | Beatrice di Faucigny     | …                   |  |  |       |  |  |                       |  |  |                      |  |
|                       |                 | Beatrice di Faucigny     | …                   |  |  |       |  |  |                       |  |  |                      |  |
|                       |                 | Beatrice di Faucigny     | …                   |  |  |       |  |  |                       |  |  |                      |  |
| Beatrice di Savoia    |                 | Beatrice di Faucigny     |                     |  |  |       |  |  |                       |  |  |                      |  |
|                       | Ugo III di Baux | Bertrando I di Baux      |                     |  |  |       |  |  |                       |  |  |                      |  |
|                       | Ugo III di Baux | Bertrando I di Baux      |                     |  |  |       |  |  |                       |  |  |                      |  |
|                       | Ugo III di Baux | Tibors II di Montpellier |                     |  |  |       |  |  |                       |  |  |                      |  |
| Barral di Baux        | Ugo III di Baux |                          |                     |  |  |       |  |  |                       |  |  |                      |  |
|                       |                 | Barrale de Marseille     | …                   |  |  |       |  |  |                       |  |  |                      |  |
|                       |                 | Barrale de Marseille     | …                   |  |  |       |  |  |                       |  |  |                      |  |
|                       |                 | Barrale de Marseille     | …                   |  |  |       |  |  |                       |  |  |                      |  |
| Cecilia del Balzo     |                 | Barrale de Marseille     |                     |  |  |       |  |  |                       |  |  |                      |  |
|                       |                 | Pierre Bermond d'Anduze  | …                   |  |  |       |  |  |                       |  |  |                      |  |
|                       |                 | Pierre Bermond d'Anduze  | …                   |  |  |       |  |  |                       |  |  |                      |  |
|                       |                 | Pierre Bermond d'Anduze  | …                   |  |  |       |  |  |                       |  |  |                      |  |
| Sibilla d'Anduze      |                 | Pierre Bermond d'Anduze  |                     |  |  |       |  |  |                       |  |  |                      |  |
|                       |                 | Costanza di Tolosa       | …                   |  |  |       |  |  |                       |  |  |                      |  |
|                       |                 | Costanza di Tolosa       | …                   |  |  |       |  |  |                       |  |  |                      |  |
|                       |                 | Costanza di Tolosa       | …                   |  |  |       |  |  |                       |  |  |                      |  |
|                       |                 | Costanza di Tolosa       |                     |  |  |       |  |  |                       |  |  |                      |  |

### Fonti primarie
- (LA)  Monumenta Germaniae Historica, Scriptores, tomus XXIII)
- (LA)  Cartulaire de Hugues de Chalon (1220-1319)
- (LA)  Peter der Zweite, Graf von Savoyen, Markgraf in Italien
- (LA)  Mémoires et documents inédits de Franche-Comté
- (LA)  España sagrada. Tomo II

### Letteratura storiografica
- (FR)  Histoire généalogique de la royale maison de Savoie, justifiée par titres, ..par Guichenon, Samuel
- (FR)  Histoire Générale de Languedoc avec des Notes, Tome V.